# Dominik Hrbatý
Dominik Hrbatý es un extenista profesional eslovaco, nacido el 4 de enero de 1978 en Bratislava.
Llegó a semifinales de Roland Garros, perdiendo con el que a la postre sería campeón, Andre Agassi.
En la final de la Copa Davis 2005, Hrbatý derrotó a Ivan Ljubičić, siendo el único que lo logró durante dicha competencia en esa temporada, y mandó la serie a un definitivo 5.º partido entre Michal Mertinak y Mario Ančić, que finalmente le daría a Croacia el título.
Hrbatý es uno de los jugadores con mejor estado físico en el circuito (ganando 3 de 4 partidos seguidos a 5 sets en el Abierto de Australia 2006). 
En 2006, alcanzó la final del Masters de París perdiendo ante Nikolay Davydenko 6-1, 6-2, 6-2.
Tiene un récord positivo contra dos tenistas que han sido n.º 1, Roger Federer (2-1) y Rafael Nadal (3-1). Solamente Álex Corretja puede presumir de lo mismo.

## Títulos (8; 6+2)

### Individuales (6)
| Leyenda                |
| Grand Slam (0)         |
| Tennis Masters Cup (0) |
| ATP Masters Series (0) |
| ATP Tour (6)           |

| N.º | Fecha                 | Torneo     | Superficie    | Oponente en la final | Resultado   |
| --- | --------------------- | ---------- | ------------- | -------------------- | ----------- |
| 1.  | 10 de agosto de 1998  | San Marino | Tierra batida | Mariano Puerta       | 6-2 7-5     |
| 2.  | 26 de abril de 1999   | Praga      | Tierra batida | Slava Dosedel        | 6-2 6-2     |
| 3.  | 8 de enero de 2001    | Auckland   | Dura          | Francisco Clavet     | 6-4 2-6 6-3 |
| 4.  | 5 de enero de 2002    | Adelaida   | Dura          | Michael Llodra       | 6-4 6-0     |
| 5.  | 12 de enero de 2004   | Auckland   | Dura          | Rafael Nadal         | 4-6 6-2 7-5 |
| 6.  | 23 de febrero de 2004 | Marsella   | Dura          | Robin Söderling      | 4-6 6-4 6-4 |

### Finalista en individuales (7)
- 1997: Palermo (pierde ante Alberto Berasategui)
- 2000: Masters de Montecarlo (pierde ante Cédric Pioline)
- 2000: San Petersburgo (pierde ante Marat Safin)
- 2000: Brighton (pierde ante Tim Henman)
- 2003: Auckland (pierde ante Gustavo Kuerten)
- 2004: Casablanca (pierde ante Santiago Ventura)
- 2006: Masters de París (pierde ante Nikolay Davydenko)

### Clasificación en torneos del Grand Slam
| Torneo             | 1997 | 1998 | 1999 | 2000 | 2001 | 2002 | 2003 | 2004 | 2005 | 2006 | 2007 | 2008 | 2009 | 2010 | G-P   | Acumulado |
| ------------------ | ---- | ---- | ---- | ---- | ---- | ---- | ---- | ---- | ---- | ---- | ---- | ---- | ---- | ---- | ----- | --------- |
| Australian Open    | 4R   | 1R   | 1R   | 1R   | CF   | 4R   | 1r   | 3r   | CF   | 4r   | 3R   | A    | 2R   | A    | 21–11 | 0         |
| Roland Garros      | 1R   | 3R   | SF   | 2R   | 2R   | 1R   | 2R   | 2R   | 1R   | 3R   | 1R   | 1R   | A    | A    | 13–12 | 0         |
| Wimbledon          | 1R   | 1R   | 1R   | 2R   | 1R   | 1R   | 1R   | 3R   | 2R   | 1R   | 1R   | 1R   | A    | A    | 4–12  | 0         |
| US Open            | 1R   | 2R   | 1R   | 4R   | 2R   | 3R   | 2R   | CF   | 4R   | 1R   | 1R   | 1R   | A    | A    | 15–12 | 0         |
| Tennis Masters Cup | -    | -    | -    | -    | -    | -    | -    | -    | -    | -    | -    | -    | -    | -    | 0-0   | 0         |

### Dobles (2)
| Leyenda                |
| Grand Slam (0)         |
| Tennis Masters Cup (0) |
| ATP Masters Series (1) |
| ATP Tour (1)           |

| N.º | Fecha                    | Torneo   | Superficie    | Pareja         | Oponentes en la final             | Resultado     |
| --- | ------------------------ | -------- | ------------- | -------------- | --------------------------------- | ------------- |
| 1.  | 8 de mayo de 2000        | Roma TMS | Tierra batida | Martin Damm    | Wayne Ferreira Yevgeny Kafelnikov | 6-4 4-6 6-3   |
| 2.  | 10 de septiembre de 2001 | Taskent  | Dura          | Julien Boutter | Marius Barnard Jim Thomas         | 6-4 3-6 13-11 |

### Finalista en dobles (6)
- 1997: Umag (junto a Karol Kučera pierden ante Dinu Pescariu y Davide Sanguinetti)
- 1998: Ámsterdam (junto a Karol Kučera pierden ante Jacco Eltingh y Paul Haarhuis)
- 2000: Miami TMS (junto a Martin Damm pierden ante Todd Woodbridge y Mark Woodforde)
- 2000: Hong Kong (junto a David Prinosil pierden ante Wayne Black y Kevin Ullyett)
- 2000: Basilea (junto a Roger Federer pierden ante Donald Johnson y Piet Norval)
- 2004: San Petersburgo (junto a Jaroslav Levinsky pierden ante Arnaud Clément y Michael Llodrá)

### Challengers singles (6)
| N.º | Fecha                  | Torneo     | Superficie    | Oponentes en la final | Resultado      |
| --- | ---------------------- | ---------- | ------------- | --------------------- | -------------- |
| 1.  | 5 de agosto de 1996    | Pilzen     | Tierra batida | Sergio Cortés         | 6-3 6-2        |
| 2.  | 14 de octubre de 1996  | Mallorca   | Tierra batida | Dirk Dier             | 6-3 6-2        |
| 3.  | 12 de mayo de 1997     | Košice     | Tierra batida | Nicolás Lapentti      | 6-4 6-4        |
| 4.  | 11 de mayo de 1998     | Košice     | Tierra batida | Fernando Meligeni     | 7-5 6-4        |
| 5.  | 10 de junio de 2002    | Biella     | Tierra batida | José Acasuso          | 6-4 6-7(4) 6-4 |
| 6.  | 7 de noviembre de 2005 | Bratislava | Dura          | Daniele Bracciali     | 7-5 6-1        |

### Finalista en individuales challengers
- 1996: Kosice (pierde ante Marcos Aurelio Gorriz)
- 1996: Scheveningen (pierde ante Dennis van Scheppingen)
- 1996: Graz (pierde ante Juan Albert Viloca)
- 1996: Barcelona (pierde ante Marcelo Filippini)
- 2002: Zagreb (pierde ante Luis Horna)
- 2004: Bratislava (pierde ante Marcos Baghdatis)
- 2006: Prostějov (pierde ante Jan Hájek)
- 2009: Belgrado (pierde ante Viktor Troicki)
- 2009: Bratislava (pierde ante Michael Berrer)

### Campeón dobles challengers (3)
| N.º | Fecha                | Torneo    | Superficie    | Pareja             | Oponentes en la final             | Resultado   |
| --- | -------------------- | --------- | ------------- | ------------------ | --------------------------------- | ----------- |
| 1.  | 10 de junio de 2002  | Biella    | Tierra batida | Giorgio Galimberti | Ashley Fisher Nathan Healey       | 3-6 6-3 7-5 |
| 2.  | 2 de febrero de 2004 | Breslavia | Dura          | Michael Kohlmann   | Bartlomiej Dabrowski Lukasz Kubot | 7-5 6-3     |
| 3.  | 31 de mayo de 2004   | Prostějov | Tierra batida | Jaroslav Levinsky  | Travis Parrott Tripp Phillips     | 6-4 6-4     |